# Boris Benulic
Boris Benulic, född 21 juni 1955 i Nävelsjö församling i Jönköpings län, är en svensk journalist.

## Biografi
Benulic har varit redaktör på den kommunistiska tidningen Stormklockan och marknadschef på vänsterförlaget Ordfront. Han var på 1990-talet kolumnist i tidningen Metro, och var mellan 2001 och 2011 VD för Kraft & Kultur. Han är bisittare i den libertarianska nyhetspodden Radio Bubbla.

### Kraft & Kultur
Benulic var mellan 2001 och 2011 VD i Kraft & Kultur, numera Switch Nordic Green, ett bolag i Troms Kraft-koncernen. Bolagets huvudsakliga verksamhet var inriktad på inköp och försäljning av miljövänlig energi till hushållen. Från 2001 hade bolaget även viss kulturverksamhet i form av bland annat försäljning av böcker och ljudböcker. Benulic tvingades lämna bolaget sedan det uppdagats att han manipulerat räkenskaperna. År 2011 kom Ekobrottsmyndigheten att inleda förundersökning mot Kraft & Kultur; anledningen var misstankar om grovt bokföringsbrott. Enligt bolagets styrelse fattades 1,8 miljarder kronor. Sedermera växte åtalet till 3,8 miljarder kronor. Benulic dömdes 8 juli 2015 av Södertörns tingsrätt till fängelse i tre år och sex månader samt fem års näringsförbud för grovt svindleri och grovt bokföringsbrott.

### Morgonposten
Mellan 13 december 2021 och 9 augusti 2023 var Benulic chefredaktör för nättidningen Morgonposten. Benulic beskrev tidningsprojektet som "inspirerat av de största internationella boulevardtidningarna - brittiska Daily Mail, amerikanska New York Post och tyska Bild", med ambitionen att "inte vara så tam som Aftonbladet och Expressen, och men heller inte så svartsynt som alternativmedia". Projektet och tidningen avvecklades den 9 augusti 2023, enligt egen utsago på grund av alltför få prenumeranter och alltför små annonsintäkter.

### Swebbtv
Sedan januari 2024 leder Benulic tillsammans med Katerina Janouch och Mikael Willgert "Ring Swebb TV" hos Swebbtv. Han var med första gången i avsnitt 310
Han skriver också krönikor för Svenska Epoch Times.